# Salix argyracea
Salix argyracea ist ein großer Strauch aus der Gattung der Weiden (Salix) mit bis zu 10 Zentimeter langen Blattspreiten mit filzig behaarter und glänzender Unterseite. Das natürliche Verbreitungsgebiet der Art liegt in Kasachstan, Kirgisistan und China.

## Beschreibung
Salix argyracea ist ein bis zu 5 Meter hoher Strauch mit grauer Borke. Die Zweige sind gelblich bis braun, kahl und anfangs fein filzig behaart. Die Knospen sind braun, eiförmig, anfangs fein filzig behaart und verkahlend. Die Nebenblätter sind lanzettlich oder eiförmig-lanzettlich und hinfällig. Die Laubblätter haben einen etwa 5 bis 10 Millimeter langen, filzig behaarten Blattstiel. Die Blattspreite ist 4 bis 10 Zentimeter lang, 1,5 bis 2 Zentimeter breit, verkehrt-eiförmig, länglich-verkehrt-eiförmig, selten länglich-lanzettlich oder breit-lanzettlich, kurz zugespitzt, mit keilförmiger Blattbasis und drüsig gesägtem Blattrand. Die Blattoberseite ist grün und kahl, die Unterseite dicht filzig behaart und glänzend. Es werden acht bis 18 Nervenpaare seitlich der bräunlichen Mittelrippe gebildet.
Als männliche Blütenstände werden 2 Zentimeter lange, beinahe sitzende Kätzchen gebildet. Die Tragblätter sind eiförmig, mit spitzer oder leicht stumpfer Spitze, schwarz, und lang grau behaart. Männliche Blüten haben eine adaxial gelegene Nektardrüse. Die zwei Staubblätter sind unverwachsen und kahl, die Staubbeutel sind rundlich und stumpf. Weibliche Kätzchen sind 2 bis 4 Zentimeter lang und kurz gestielt. Die Tragblätter gleichen denen der männlichen Kätzchen. Weibliche Blüten haben eine adaxial gelegene Nektardrüse. Der Fruchtknoten ist eiförmig-konisch, fast sitzend und dicht graufilzig behaart. Der Griffel ist etwa 1 Millimeter lang und braun, die Narbe ist etwa so lang wie der Griffel und hat auseinanderstehende Lappen. Salix argyracea blüht vor dem Blattaustrieb von Mai bis Juni, die Früchte reifen von Juli bis August.
Die Chromosomenzahl beträgt 2n=76.

## Vorkommen und Standortansprüche
Das natürliche Verbreitungsgebiet liegt in Waldrändern und in Fichtenwäldern in den Bergen im Süden von Kasachstan, in Kirgisistan und im autonomen Gebiet Xinjiang in China.

## Systematik
Salix argyracea ist eine Art aus der Gattung der Weiden (Salix) in der Familie der Weidengewächse (Salicaceae). Dort wird sie der Sektion Argyraceae zugeordnet. Sie wurde 1905 von Egbert Ludwigowitsch Wolf erstmals wissenschaftlich beschrieben. Der Gattungsname Salix stammt aus dem Lateinischen und wurde schon von den Römern für verschiedene Weidenarten verwendet. Das Artepitheton argyracea leitet sich von griechisch argyros für „Silber“ ab und bedeutet mit der lateinischen Endung -aceus so viel wie „silbergrau“.

## Nachweise